# Hagiologie
Hagiologie is de leer die zich bezighoudt met de studie en uitgave van de biografie van  heiligen. 
Een hagiograaf is de auteur van een hagiografie. Een hagioloog bestudeert de hagiografie.